# Оборонительная граната wz. 33
Оборонительная граната wz. 33 (пол. Granat  obronny wz. 33) — осколочная граната, применявшаяся Польской армией до и во время Второй мировой войны. Корпус оболочки был отлит из чугуна и сформирован в овал, типичный для ручных гранат Первой мировой войны.
Граната была смоделирована на базе более ранних польских гранат 1920-х годов. Wz.33 оснащалась ударным запалом wz.Gr.31. Чтобы повысить надёжность, в гранате было два детонатора и два запала. Корпуса производились на трёх фабриках, каждая из которых наносила букву на корпусе, обозначавшую производителя («K»-Końskie, «M»-Варшава и «W»-Wilno).
Название гранаты на польском языке было связано с тем, что радиус разлёта осколков был более 100 метров, и поэтому гранату необходимо было бросать из укрытия, например из окопа или из-за стены. В стандартном комплектовании солдат были две оборонительные гранаты WZ.33, а также две наступательные гранаты WZ.24.

## История
Граната Wz. 33 была создана на базе более ранних польских гранат. Самая ранняя из них, granat obronny wz. 23, была создана на основе английской гранаты Миллса. После 1918 года Польша получила более 3 380 000 гранат разных типов и во время советско-польской войны 1920 года приобрела ещё несколько миллионов.
Из-за наличия больших запасов гранат, было решено сосредоточить усилия по модернизации имеющихся боеприпасов, в первую очередь путём разработки нового запала, а не на проектировании полностью новых гранат. Это считалось логичным выбором, так как ряд польских компаний унаследовал производственные линии по производству немецких гранат времён Первой мировой войны.
В 1923 году департамент вооружений начал конкурс на создание нового запала, который подошёл бы к немецким ручным гранатам M16 и M17 Stielhandgranate, предшественников знаковой «колотушки» М24. Совершенно новая конструкция запала под авторством А. Черпинского из расположенной в Кельце компании Granat одержала победу в конкурсе и была принята на вооружение как А.С 23. Однако, поскольку полевые испытания показали, что A.C. 23 была склонна к сбоям во влажной среде, Департамент начал новый конкурс в 1925 году, в котором снова одержал победу запал, предложенный Черпинским (A.C. 25). A.C. 23 и 25 стали стандартными запалами польских гранат: Granat obronny wz. 23 использовала A.C. 25 в то время как granat obronny wz. 17-1 (польский клон немецкой гранаты М17) использовал вариант А. С. 23.
Компания Granat продолжала разрабатывать запалы и в 1929 году представила вооружённым силам дистанционный запал под кодовым названием Gr. 29, основанный на более ранних проектах Черпинского. Он был принят в качестве стандартного запала для новой оборонительной гранаты Granat obronny wz. KC. В конце концов линейка данных запалов пришла к окончательному варианту, принятого на вооружение как Zapalnik wz. Gr. 31 («Запал модели 1931 года, завод Гранат»).
Wz. 31 был одной из лучших осколочных гранат в мире, вскоре после его принятия на вооружение Войском Польским, Франция и Румыния купили лицензию на ее производство. Первоначально Франция купила 310 000 wz. 31 в 1935 году а через два года приобрела лицензию и приняла его в качестве стандартного запала для всех оборонительных гранат французской армии. Другой страной, которая приняла на вооружение польский запал, была Греция в 1931 году.